# Нептунат(VI) бария
Нептунат(VI) бария — неорганическое соединение, комплексный оксид нептуния и бария с формулой BaNpO4.

## Физические свойства
Нептунат(VI) бария образует кристаллы ромбической сингонии, пространственная группа P bcm, параметры ячейки a = 0,5730 нм, b = 0,8089 нм, c = 0,8167 нм, Z = 4.
При температуре 18,2 К происходит антиферромагнитный переход.